# Lekkoatletyka na Letnich Igrzyskach Olimpijskich 1904 – bieg na 400 metrów
Bieg na 400 metrów podczas igrzysk olimpijskich w 1904 w Saint Louis rozegrano 29 sierpnia 1904 na stadionie Francis Field należącym do Washington University. Startowało 12 lekkoatletów z 3 państw. Rozegrano od razu finał.

## Rekordy
| Rekord świata     | 47,8 | Maxey Long | Nowy Jork (USA) | 29 września 1900 |
| Rekord olimpijski | 49,4 | Maxey Long | Paryż (Francja) | 15 lipca 1900    |

## Finał
| Poz.   | Zawodnik         | Kraj                 | Wynik    | Uwagi |
| ------ | ---------------- | -------------------- | -------- | ----- |
| złoto  | Harry Hillman    | Stany Zjednoczone    | 49,2     | OR    |
| srebro | Frank Waller     | Stany Zjednoczone    | 49,9     |       |
| brąz   | Herman Groman    | Stany Zjednoczone    | 50,0     |       |
| 4.     | Joseph Fleming   | Stany Zjednoczone    | nieznany |       |
| 5.     | Myer Prinstein   | Stany Zjednoczone    | nieznany |       |
| 6.     | George Poage     | Stany Zjednoczone    | nieznany |       |
| 7.-12. | Clyde Blair      | Stany Zjednoczone    | nieznany | [ 3 ] |
| 7.-12. | Percival Molson  | Kanada               | nieznany | [ 3 ] |
| 7.-12. | Paul Pilgrim     | Stany Zjednoczone    | nieznany | [ 3 ] |
| 7.-12. | Johannes Runge   | Cesarstwo Niemieckie | nieznany | [ 3 ] |
| 7.-12. | George Underwood | Stany Zjednoczone    | nieznany | [ 3 ] |
| 7.-12. | Howard Valentine | Stany Zjednoczone    | nieznany | [ 3 ] |

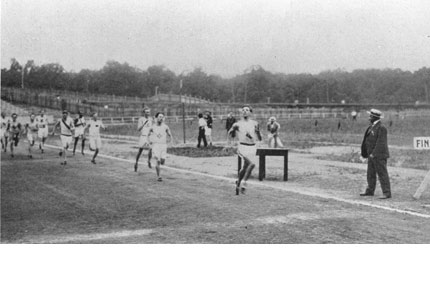
Finisz biegu na 400 metrów

Groman objął prowadzenie po 70 metrach. Zawodnicy podzielili się na dwie grupy. Po 200 m na czoło wysunął się Hillman. Na ostatnim wirażu Poage usiłował wyjść na prowadzenie, ale został zablokowany przez Wallera i Fleminga. Na finiszu Hillman wygrał o 3 metry przed Wallerem, który minimalnie wyprzedził Gromana. Fleming i Prinstein byli o kolejne 2 metry.